# 山水乐团
山水乐团全称北京山水民乐艺术团，名字出自《论语》“知者乐水，仁者乐山”，是中华人民共和国境内专注民族器乐兼声乐的残疾人专职乐团，成立于2012年3月。山水乐团曾荣获新华社主办的“中国网事·感动2014”年度网络人物奖。
2015年6月30日晚，“乐来悦爱——山水乐团主题音乐会”在国家大剧院举行。山水乐团在筹备这次演出时，为了成功开展宣传和预售门票，其于2015年4月在淘宝众筹平台上发起了“乐来悦爱”山水乐团公益音乐会众筹项目，这次众筹项目被学者视为“互联网+民乐”的一个缩影。